# 民主黨 (大韓民國2011年)
民主黨（韩语：／ Minjudang），原名民主統合黨（韩语：／ Minjutonghapdang），大韓民國于2011年至2014年期間存在的自由主義政黨，2014年改组为新政治民主聯合。

## 歷史
2011年12月18日，由原民主黨、市民統合黨、韓國勞動組合總連盟等進步陣營政黨合併而成，當時的黨名是「民主統合黨」。
2012年4月11日國會選舉，民主統合黨議席增加，但維持大韓民國國會內的第二大黨。
2012年10月，民主統合黨推出文在寅為总统候选人。12月19日，文在寅得票48.0%，敗于朴槿惠。
2013年5月4日，民主統合黨復名「民主党」。
2014年3月26日，與安哲秀等人組成新的民主黨－新政治民主聯合。

### 2011年
- 11月3日：民主党的孫代表宣布与「民主進歩統合政党」年内合并
- 11月20日：首次連席会議召开。决定于12月17日統合政党
- 12月7日：民主党与市民統合党就統合规则达成一致意见
- 12月11日：民主党全党大会，确认与市民統合党的統合議案
- 12月16日：民主党与市民統合党及韓国劳总发布統合宣言、成立「民主統合党」

民主統合党時期(2011~2013)政黨標誌

- 12月18日：「民主統合党」正式成立

- 12月23日：政党登记
- 12月26日：新指導部選举预备

### 2012年
- 1月15日：全党大会。前韓国總理韩明淑当选新指導部党首[4]
- 2月16日：慶尚南道知事金斗官（曾任盧武鉉政権行政自治部長官）加入该党[5]
- 2月20日：決定以黄色作为该党象征。前象征绿色为補助色。
- 2月23日：首尔特別市長朴元淳入民主統合党[6]。全国16市道（当時）中9个的广域市・道的自治团体長支持[7]，民主黨正式取回失去十年的首都首爾控制權。
- 3月10日：与统合进步党达成協力选举意见。
- 4月11日：第19届國會总選举。从80席增加至127席，但竞争第一大党失敗。執政新世界黨維持第一大党地位。
- 4月13日：对4月11日的選举敗北负责、韩明淑党首辞职[8]。
- 5月4日：院内代表選举朴智元为最高委員。6月举行的全党大会上兼任非常对策委員長。
- 6月9日：民主統合党大会中，親盧派的李海瓚当选新代表，并选出金汉吉等5名最高委員。
- 7月2日：第19届国会開会、民主統合党的朴炳錫議員当選副議長[9]。
- 7月18日：进行总统候选人民主統合党党内選挙。
- 9月16日：党内主流派、卢武铉前总统的亲信文在寅常任顧問当选总统候选人。
- 10月9日：1名現職議員退党，与在野党内的有力候補人安哲秀的阵营合流[10]。
- 11月1日：最高委員金汉吉辞职[11]。
- 11月6日：文在寅与安哲秀登记总统选举（11月25日～26日）[12]。
- 11月19日：李代表以下、党指導部总辞職。总统候选人文在寅兼任代理代表。
- 11月23日：安哲秀退选。文在寅成在野党唯一候选人[13]。
- 12月19日：总统选举。文在寅败于朴槿惠。
- 12月21日：朴智元院内代表因总统选举失败辞任[14]。
- 12月28日：新任院内代表（兼非常对策委員長）中道派的朴起春当選[15]。

### 2013年
- 1月9日：議員总会・党務委員会的文喜相議員当選非常对策委員長[16]。
- 4月12日：非对委員長文喜相率党指導部与朴槿恵总统举行会談[17]。
- 4月24日：3選举区（首尔・蘆原丙、釜山・影島、忠清南道・扶余青陽）的国会議員補選。民主党在2選举区（釜山・影島、忠清南道・扶余青陽）敗北[18]。
- 4月29日：党務委員会。党名更改为「民主党」、強化中道主義路線的党綱領・政策和党憲・党規改正案議決[19]。
- 5月4日：全党大会。非主流派的金汉吉当選新代表。民主統合党改称「民主党」[20]。
- 5月9日：院内代表朴起春被任命为事務总長[21]。
- 5月15日：田炳宪当选院内代表[22]。
- 7月12日：院内報道官洪翼杓因对朴槿恵总统的不适当发言遭批判而辞任
- 7月31日：质疑国家情報院介入总统选举，民主党发起院外斗争宣言[23]
- 9月1日：党象征色从黄色改为青色。同時党本部移到永登浦的汝矣岛。
- 9月23日：金汉吉代表、发表議員总会和国会的復归声明[24]。
- 10月30日：2選举区（京畿道・華城、慶尚北道・浦項）国会議員再補選。民主党敗北[25]。
- 11月11日：民主党在首尔广场举行民主主義回復集会，要求改革国家情報院[26]。

### 2014年
- 1月13日：金汉吉代表举行新年记者招待会，向国民介绍民主党在2014新年的党政目标与政治活动方向[27]。

## 主要选举结果

### 总统选举
| 年度 | 選舉   | 候選人 | 得票       | 得票率 |  | 結果 |
| ---- | ------ | ------ | ---------- | ------ |  | ---- |
| 2012 | 第18屆 | 文在寅 | 14,692,632 | 48.0%  |  | 落選 |

### 国会选举
| 年度 | 選舉   | 贏得席位  | 區域得票數 | 區域得票率 | 區域席位  | 比例得票數 | 比例得票率 | 比例席位 | 選舉結果         | 領袖   |
| ---- | ------ | --------- | ---------- | ---------- | --------- | ---------- | ---------- | -------- | ---------------- | ------ |
| 2012 | 第19屆 | 127 / 300 | 8,156,045  | 14.9%      | 106 / 246 | 7,775,737  | 26.7%      | 21 / 54  | ▲ 48席; 第二大黨 | 韩明淑 |

## 黨務組織

### 歷任黨首
| 民主统合党時期    |                |                      |                |                |
| 任次              | 姓名           | 職銜                 | 就任日期       | 离任日期       |
| 临时              | 元惠榮         | 临时共同代表         | 2011年11月21日 | 2012年1月15日  |
| 临时              | 李庸瑄         | 临时共同代表         | 2011年11月21日 | 2012年1月15日  |
| 1                 | 韩明淑         | 代表最高委员         | 2012年1月16日  | 2012年4月13日  |
| 临时              | 文盛瑾         | 代表最高委员权限代行 | 2012年4月14日  | 2012年5月4日   |
| 朴智元 (政治人物) | 非常對策委員長 | 2012年5月4日         | 2012年6月8日   |                |
| 2                 | 李海瓒         | 代表最高委员         | 2012年6月9日   | 2012年11月18日 |
| 临时              | 文在寅         | 代表最高委员权限代行 | 2012年11月18日 | 2012年12月28日 |
| 朴起春            | 非常對策委員長 | 2012年12月29日       | 2013年1月8日   |                |
| 文喜相            | 非常對策委員長 | 2013年1月9日         | 2013年5月4日   |                |
| 民主党時期        |                |                      |                |                |
| 任次              | 姓名           | 職銜                 | 就任日期       | 离任日期       |
| 1                 | 金汉吉         | 代表最高委员         | 2013年5月4日   | 2014年3月26日  |